# Dryaderces pearsoni
Dryaderces pearsoni es una especie de anfibio anuro de la familia Hylidae. Anteriormente la especie se incluía dentro del género Osteocephalus, pero fue asignada a su propio género por Jungfer et al., 2013.
Se distribuye por los departamentos de Beni y La Paz (Bolivia), departamentos de Madre de Dios y Puno (Perú) y estado de Rondonia (Brasil). Su rango altitudinal está entre los 200 y los 1000 m. Habita en selvas de tierras bajas, normalmente en zonas pantanosas o charcas en o cerca del bosque. También puede que habite en zonas de sabana.